# Sture Rayner
Sture Lennart Rayner, född 10 januari 1925 i Kristianstad, död 11 februari 2015 i Lund, var en svensk psykiater.
Efter studentexamen i Kristianstad 1944 blev Rayner medicine kandidat 1947 och medicine licentiat vid Lunds universitet 1953 samt medicine doktor och docent i medicinsk genetik vid Uppsala universitet 1962. Han innehade olika läkarförordnanden 1949–1953 och var underläkare vid medicinska, neurologiska och psykiatriska klinikerna i Lund 1953–1962, överläkare och sjukhuschef vid Vipeholms sjukhus i Lund 1963–1982 och därefter överläkare vid psykiatriska kliniken i Lund till pensioneringen. Sture Rayner är begravd på Norra kyrkogården i Lund.